# オッカバケ岳
オッカバケ岳（オッカバケだけ）は、北海道の斜里郡斜里町と目梨郡羅臼町の2町にまたがる標高1,462mの山である。

## 概要
知床連峰の主稜線上に位置する山で、やや双耳峰のような見た目をしている。山体は2町にまたがるが山頂自体は羅臼町内にある。
山名は羅臼町側を流れるオッカバケ川に由来し、アイヌ語で「オ・チカㇷ゚・エワㇰ・イ（o-chikap-ewak-i：そこに・鳥・住んでいる・所）」を意味する。

## 登山
知床硫黄山から羅臼岳にかけて縦走路が整備されているが、オッカバケ岳では西側の平坦部を通り山頂を巻くため、山頂へ行くには登山道から逸れてハイマツの藪漕ぎをして登らなければならない。